# Antoine Foullet
 Antoine Foullet (aussi transcrit Foulet, Foullé) était un ébéniste français du XVIIIe siècle. Foullet devint maitre en 1749. Il est connu pour ses boitiers d’horloge de style rococco. Son fils, Pierre-Antoine Foullet, était un ébéniste.
Il travailla entre-autres avec l'horloger Jean-François Dominicé.